# Diario del año de la peste
Diario del año de la peste (A Journal of the Plague Year) es una novela de Daniel Defoe publicada por primera vez en marzo de 1722.
La novela es un relato ficticio de las experiencias de un hombre durante 1665, año en el que la ciudad de Londres sufrió el azote de la gran plaga. El libro es narrado cronológicamente de forma aproximada, aunque sin secciones ni capítulos.
Si bien pretende haber sido escrito pocos años después de los acontecimientos que relata, en realidad fue escrita en los años previos a la primera publicación del libro en marzo de 1722. Defoe tenía sólo cinco años en 1665, y el libro fue publicado con la autoría indicada por las iniciales H. F. La novela probablemente se basó en los diarios del tío del escritor: Henry Foe.
En el libro, Daniel Defoe dedica grandes esfuerzos para lograr un efecto de verosimilitud, identificando determinados barrios, calles e incluso casas donde los sucesos tuvieron lugar. Además, proporciona tablas de cifras y analiza la credibilidad de varios recuentos y anécdotas recibidas por el narrador.
La novela es comparada a menudo con los recuentos contemporáneos a la plaga del diario de Samuel Pepys. El registro de Defoe, aunque ficticio, es mucho más sistemático y detallado que el de Pepys, realizado en primera persona.
Además, se puede comparar con la descripción de la peste en la obra Los novios (título original en italiano: I Promessi Sposi), del autor italiano Manzoni. A pesar de algunas analogías (por ejemplo, ambas novelas fueron escritas muchos años después del fin de la peste), los dos escritores utilizan diferentes técnicas: Defoe escribió una obra llena de detalles, pero usó un tono distante; mientras que Manzoni no sólo fue capaz de reconstruir la atmósfera general del Milán asolado por la peste, sino que también analizó las respuestas individuales a la plaga con una sensibilidad poética propia.